# ピュア・ラブ
『ピュア・ラブ』は、宮内婦貴子脚本で毎日放送テレビ（MBSテレビ）製作、TBS系列「ドラマ30」枠で放送されていた日本の昼ドラマ。放送終了後の2004年に小説化された。

## 放送期間
- ピュア・ラブ - 2002年1月28日 - 3月29日
- ピュア・ラブII - 2002年11月25日 - 2003年1月24日
- ピュア・ラブIII  - 2003年9月29日 - 11月21日

## あらすじ
良家の出身で小学校教諭の麻生木里子。彼女が自転車から転倒して困っている所を通りかかった雲水・遠宮陽春が介抱する。修行を堅実に努める陽春と接するうちに木里子は惹かれていくが、木里子は慢性骨髄性白血病を患って倒れてしまう。2人の行く末を丁寧に描いた純愛ドラマである。
PARTIでは木里子の学校での出来事や病気、雲水をめぐる他登場人物のサイドストーリーが同時並行するという展開がなされる一方で、結末が明確に描かれなかったために視聴者から続編化の要望が相次ぎ、ドラマ30としては異例の完結直後の続編制作が決定し、PARTIIIまでシリーズ化された。

## スタッフ
- 音楽：栗山和樹
- 制作：山田尚（MBS）
- 禅宗関係監修：長門義明
- 医療監修：谷本普一、岸本正文
- ロケ協力：妙心寺（大法院・玉龍院（パートIII））、天寧寺（パートII）、DOLPHIN WAVE（パートII・パートIII）
- プロデューサー補：岡田浩祥（東通企画）
- プロデューサー：山本実（MBS、パートI～II）・芝野昌之（MBS、パートIII）・池田仁美（MBS企画）
- 演出補：中村和宏（MBS企画）
- 演出：山本実（MBS）・皆元洋之助（東通企画）・竹園元（MBS）
- 制作協力：MBS企画
- 製作著作：毎日放送テレビ

## 登場人物

### レギュラー
麻生木里子（あそう きりこ）：小田茜
小学校教諭。23歳（パートI開始時）。あだ名は木里子（もくりこ）。母は白人のアメリカ人とのハーフだが、木里子が3歳の時に病死。パートIIIで2度の白血病のドナー骨髄移植を受けた遠宮陽春からプロポーズを受けるが抗がん治療の後遺症に悩み苦悩する。
遠宮陽春（とおみや ようしゅん〔法名〕、あきはる）：猪野学
龍雲寺の若い雲水（修行僧）のち副住職。麻生木里子に好意はあり、2度骨髄を提供するが、出会った当初は修行中の身であり、副住職になったあとも寺の後継が予定される身から彼女の思いに応える事が出来ずにいる。
麻生周作：篠田三郎
木里子の父。医師。
麻生菊乃：高田敏江
木里子の祖母。
チャコ
麻生家の愛犬。メスの豆しば。物語の途中に死んでしまう。
森本宗達（もりもと そうたつ）：川津祐介
龍雲寺の老師。肺気腫と気管支喘息を患い聖ヨハネ病院に通う。
鈴口典美：今村雅美
小学校の養護教諭。木里子の友人。
白井昭彦：石倉三郎
聖ヨハネ病院の医師。周作の友人。白血病の木里子の主治医。
成田牧子：衣通真由美
聖ヨハネ病院の看護婦長。周作に恋心を抱いている。
村松ひろみ：田中菜月
聖ヨハネ病院の看護婦で宗達老師の世話役。孫娘のような看護。
戸ノ山さつき：楠見薫
麻生家の家政婦。料理上手。家政婦業の傍ら「かたつむり」でもアルバイトをしている。周作に恋心を抱いており、同じ気持ちをもつ看護婦長と何かと敵対する。かなりの妄想家。パートIII26話では婦長に対抗するために髪型を変えた。
吉住忍：尾崎麿基
明石焼き屋「かたつむり」の主人。店を営みながら甥・裕太の面倒を見ている。龍雲寺の檀家で、信心深い性格。
青柳〈吉住〉裕太（あおやぎ〈よしずみ〉ゆうた）：窪田翔太
木里子の生徒。ちづるの息子で、訳あって伯父・忍の家で暮らしている。当初は青柳姓だったが、後に忍と養子縁組し吉住姓になる。
柳田ちづる：みやなおこ
旧姓は青柳で裕太の母。忍の妹。新しい男が出来、彼の商売の手伝いを理由に裕太を兄・忍に預ける。後に恋人の真に出会い、旅館で住み込みで働くようになるが、肺リンパ管平滑筋腫症になり入院することになる。
柳田麻友：高屋未来 他
ちづるの娘。忍に預けられる。
元木ルナ：樋井明日香
木里子の生徒。成績優秀で活発な女の子だが、早熟な一面もあり、陽春に恋心を抱く。陽春と親しい木里子に嫉妬し、彼女を陥れようとある騒動を起こしてしまう。桐華大学付属中学校の受験を目指していたがパートIIの32話で母親の会社が倒産してしまい、受験を諦めざるを得なくなってしまった。パートIIIでは母の借金に追われ学校に通えなくなる。（IIIの20話、以降は回想のみの登場）
元木美幸：塚本加成子
ルナの母。インポートショップを経営しているが、家族との時間が取れていないこともあり、ルナとの仲は好ましくない。家の片付け、掃除ができない性格のため、家のゴミにつまづいて骨折し入院したことがある。パートIIの32話で会社が倒産する。
元木俊也：藤本幸広
ルナの父。家族思いで、妻・美幸と違いルナとの仲は良好で慕われている。パートIIIの第27話では在学証明書を取りに夜遅く麻生家に行ったが、ルナの事で心配している木里子にルナのことを触れないでほしいと懇願する。
田中大紀：森田雄貴
木里子の生徒。ルナや裕太の同級生。クラスのイタズラ少年。ひょうきん者で木里子をからかいながらも気にかけている。
横山おさむ：青沼佑樹
木里子の生徒。ルナや裕太の同級生。メガネをかけている少年。
中野元：山本倫大
木里子の生徒。ルナや裕太の同級生。
志村ひさし：望月智成
木里子の生徒。ルナや裕太の同級生。喘息持ち。
畑田香：豊住恵里奈
木里子の生徒。ルナや裕太の同級生。
新村久江：早水リサ
看護婦。パートIIIではちづるの世話役として看護をサポートする。
竹田良江：橋本千枝子
木里子の勤める小学校の教頭。
翔：真栄田和之
白血病を患う小学三年生。木里子のことを「もくりこさん」と呼び慕っている。木里子が一時的に退院する際はひどく落胆していた。闘病の甲斐なく両親らに見守られながら亡くなった。
マリアン
木里子の従姉妹。

### IIの登場人物
佐竹亨：林泰文
木里子の父が勤める病院の医師。木里子にプロポーズをするも断られる。後に典美と恋仲になる。パートIIIでは横浜の聖ヨハネ病院分院に転勤となるが、本人は内心拒んでいたが子供座禅会で宗達老師の言葉を聞き吹っ切ることができ4月に転勤した。
佐竹基生：土肥徹平
佐竹亨の息子。
柳田真：福田賢二
ちづるの恋人。実の娘ではない麻友にも愛情を傾ける好青年。
高木伸隆：辻内将人
龍雲寺の雲水（修行僧）。
花岡未央：岡本奈月
木里子の生徒。裕太を好いており、ルナに対しライバル心を抱いている。

### IIIの登場人物
筒井みつる：楊原京子
寺の娘。陽春に対し恋心を抱いているため、木里子をライバル視する。
進藤千加子：吉野佳子
陽春の母。死の直前、陽春に手紙をしたためる。
遠宮ふみあき
陽春の実父。
進藤勇一郎
陽春の母の再婚相手。
原なつみ：尾後あすか
木里子と典美の友人のめぐみの妹。基生の面倒を見る。

## 主題歌
ピュア・ラブ
- 『あなたへ』 作詞：香西かおり／作曲：村下孝蔵／歌：香西かおり（ユニバーサル・ミュージック）

ピュア・ラブII
- 『chimeless days』 作詞：麻生哲朗／作曲：藤本和則／歌：kazami（SME Records）

ピュア・ラブIII
- 『また あした』 作詞：持田香織／作曲：小幡英之／編曲：十川知司&Every Little Thing／歌：Every Little Thing（avex trax）

## DVD等
DVD
- 2003年 ピュア・ラブ （バップ）
- 2004年 ピュア・ラブII （バップ）
- 2004年 ピュア・ラブIII （バップ）

動画配信
- MBS動画イズム 、U-NEXT等

CS放送
- 2021年12月より、GAORAにて第1シーズン44話分[3]、次いで2022年10月より第2シーズン40話分[4]をそれぞれ放送